# Lille Viggs äfventyr på julafton

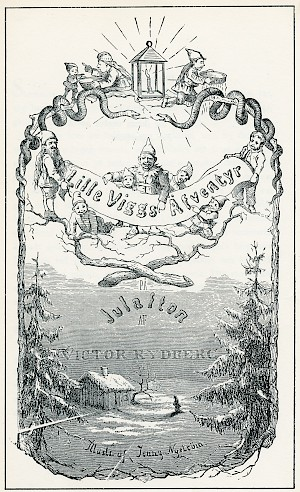
Framsida till Lille Viggs äventyr, med illustration av Jenny Nyström.

Lille Viggs äfventyr på julafton är en julsaga på prosa med versifierade diktinslag. Den skrevs av Viktor Rydberg, på initiativ av Sven Adolf Hedlund, och publicerades första gången i Göteborgs Handels- och Sjöfartstidnings julnummer 23 december 1871. Den har bland annat illustrerats av Jenny Nyström och Ottilia Adelborg.
Sagan har kallats för den första svenska barnboksklassikern. Under 1900-talet lästes den ofta på julafton i Sveriges Radio, och sagan har bidragit till bilden av Viktor Rydberg som en juldiktare. Den är det mest tryckta och översatta av Rydbergs verk, och det enda av hans verk som har översatts till utomeuropeiska språk.

## Tillkomst
Sagan publicerades första gången i Göteborgs Handels- och Sjöfartstidnings julnummer 23 december 1871. Sagan tillkom på initiativ av Sven Adolf Hedlund, som uppmanade Rydberg att skriva en julberättelse.

## Utgivning och illustrationer
I september 1874 besökte den då okända Jenny Nyström, som vid tillfället studerade för Hilda Lindgren, Viktor Rydberg, och visade sju illustrationer som hon hade gjort till sagan. Rydberg imponerades av teckningarna, skänkte sagan i omarbetad version till Nyström och uppmanade henne att besöka Albert Bonnier i Stockholm. Bonnier var inte lika imponerad, men gick efter påstötningar från Rydberg och Nyström med på att låta trycka och ge ut berättelsen. Nyström skulle få rätten till text och bild under fem år, varefter författarrätten skulle återgå till Rydberg. Någon utgivning hos Bonnier kom dock inte till, utan Hedlund tog över rättigheterna och hans son Torsten Hedlund gav ut berättelsen på sitt förlag till julen 1875, med Jenny Nyströms illustrationer. Kostnaden för sagan var en krona, och den innehöll tio bilder: två på fram- respektive baksida, och åtta jämte berättelsen.
Många recensenter menade att priset var väl högt, och på grund av diskussionen om det höga priset gav Torsten Hedlund 1878 ut en "folkupplaga" för 50 öre, det vill säga till halva priset. I folkupplagan är formatet något mindre, sidorna något fler, pappret något enklare men med färgtryck. Bilden på omslagets baksida försvann dock i folkupplagan, vilket inte hade med priset att göra, utan berodde på att stocken för trycket hade gått sönder när Norstedts lånat den för en tryckt översättning till franska, La veille de noël du Petit Vigg (1876).
I början av 1890-talet tog Albert Bonniers förlag över utgivningen av Lille Vigg liksom Singoalla, efter att Torsten Hedlunds förlagsverksamhet gått omkull. Bonniers tog även över restupplagan av Lille Vigg om 1 500 exemplar.
1895 gavs den ut med nya illustrationer av Ottilia Adelborg. De utgörs av laverade pennteckningar, med rika gråskalor. För trycket använde man autotypi, som vid det tillfället var en modern reproduktionsmetod. Utgåvan har ett mycket större format, och bilderna är också större. Antalet sidor fördubblades, från 24 till 48. Medan Nyströms teckningar var infogade i texten och på sin höjd en halvsida gjorde Adelborg helsidesbilder. Boken kostade 2,50 kronor.

## Handling

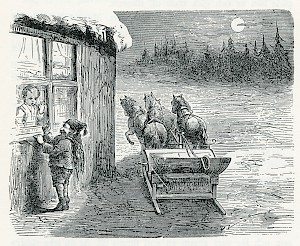
Vätten hämtar upp lille Vigg på julafton.

I sagan hämtas Lille Vigg av traktens julvätte hemma i mor Gertruds stuga på heden. Vätten för med lille Vigg på en rundtur till olika svenska hem, för att till sist föras till bergakungens sal. Sagan slutar genom att lille Vigg vaknar upp igen i sin egen säng, osäker på om upplevelserna med vätten var på riktigt eller dröm.
I sagan förekommer också folkligt, mytologiska inslag, såsom hustomtar, dvärgar och bergakungen. Sagan ger därtill, liksom exempelvis Fribytaren på Östersjön och De vandrande djäknarne, uttryck för bondesympatier. Den säregne vätten, liksom tomtormen Snok Ringelstjärt – sannolikt inspirerad av Gunnar Olof Hyltén-Cavallius verk Wärend och wirdarne – vittnar om Rydbergs intresse för folklore.
Rydberg använder också sig av viss satir i sagan. Exempelvis när han berättar om herremannen som yvs över sin höga bildning, "ty han hade i ungdomen läst latin och sedan glömt vad han läst". Hans granne, gamle nämndemannen, var däremot en obildad man, "ty han kunde bara sin bibel och lagboken och litet mera dessutom men hade, stackare han, intet latin haft att glömma".

## Mottagande och arv
När sagan publicerades med Jenny Nyströms teckningar var recensionerna övervägande positiva. Bland annat Dagens Nyheter, Norrlands-Posten, Öresunds-Posten, Nerikes Allehanda, Nya Dagligt Allehanda och Lunds Veckoblad lyfte fram och berömde texten, även om Ny Illustrerad Tidning hade invändningar mot den politiska satiren. Illustrationerna togs emot relativt väl, och Nya Dagligt Allehanda tyckte att de vittnade om "verklig fantasi". Flera lyfte dock fram att sagan var väldigt dyr, 1 krona för 20 sidor. Ny Illustrerad Tidning skriver att det är den julens dyraste barnbok, och Norrlands-Posten skriver att förlaget har använt sig av Viktor Rydbergs namn för att kunna sälja dyrt. Nya Dagligt Allehanda menar dock att priset är rimligt eftersom pappret och trycket håller hög kvalitet.
Under krigsåren på 1940-talet kom Rydberg, på grund av Lille Viggs äventyr och Tomten, att tillsammans med Jenny Nyström nära förknippas med tomten och julen. Nyström och Rydberg skapade, enligt Dagens Nyheter på julafton 1945, egenhändigt tomten. Den tendensen fortsatte efter kriget, och intresset för Rydberg gick upp kraftigt under juletider.

## Översättningar
Lille Viggs äventyr är det mest tryckta och översatta av Rydbergs verk. Det har tryckts i nästan 40 utgåvor och upplagor, och översatts till 16 olika språk. Det är det enda av Rydbergs verk som har översatts till utomeuropeiska språk, det vill säga afrikaans och japanska. Den har översatts till bland annat tyska, engelska, franska, finska, danska, norska, isländska, nederländska, ryska, polska, estniska, tjeckiska, japanska och afrikaans. Ett tjugutal år efter den svenska utgivningen kunde Rydberg rapportera till Hedlund att "Lille Vigg nu är en mångberest person".